# Dicentroptilum
Dicentroptilum is een geslacht van haften (Ephemeroptera) uit de familie Baetidae.

## Soorten
Het geslacht Dicentroptilum omvat de volgende soorten:
- Dicentroptilum clandestinum
- Dicentroptilum decipiens
- Dicentroptilum imanishii
- Dicentroptilum merina
- Dicentroptilum papillosum
- Dicentroptilum spinulosum